# La Islona
 (juillet 2025).
Si vous disposez d'ouvrages ou d'articles de référence ou si vous connaissez des sites web de qualité traitant du thème abordé ici, merci de compléter l'article en donnant les références utiles à sa vérifiabilité et en les liant à la section « Notes et références ».
La Islona ou Isla Grande est une île située sur la côte du territoire de la ville asturienne de Llanes, en Espagne,.

## Description
Sa superficie est de 2,1 ha et a la forme d'un plateau, entièrement recouvert d'herbe. À marée haute, un tombolo de sable le relie au continent. De son côté oriental émergent deux îlots semblables à Isla Grande mais beaucoup plus petits (ils n'atteignent pas un demi-hectare).